# Park Giszowiecki w Katowicach
Park Giszowiecki w Katowicach – park miejski położony w Katowicach, w środkowej części dzielnicy Giszowiec, usytuowany w rejonie placu Pod Lipami oraz ulic: Gościnnej, Wesołowskiej i Działkowej, o powierzchni 3,378 ha. Powstał on wraz z budową osiedla patronackiego Giszowiec w latach 1907–1910 według projektu Emila i Georga Zillmannów, a obecna nazwa została ustanowiona 25 października 2010 roku.

## Historia

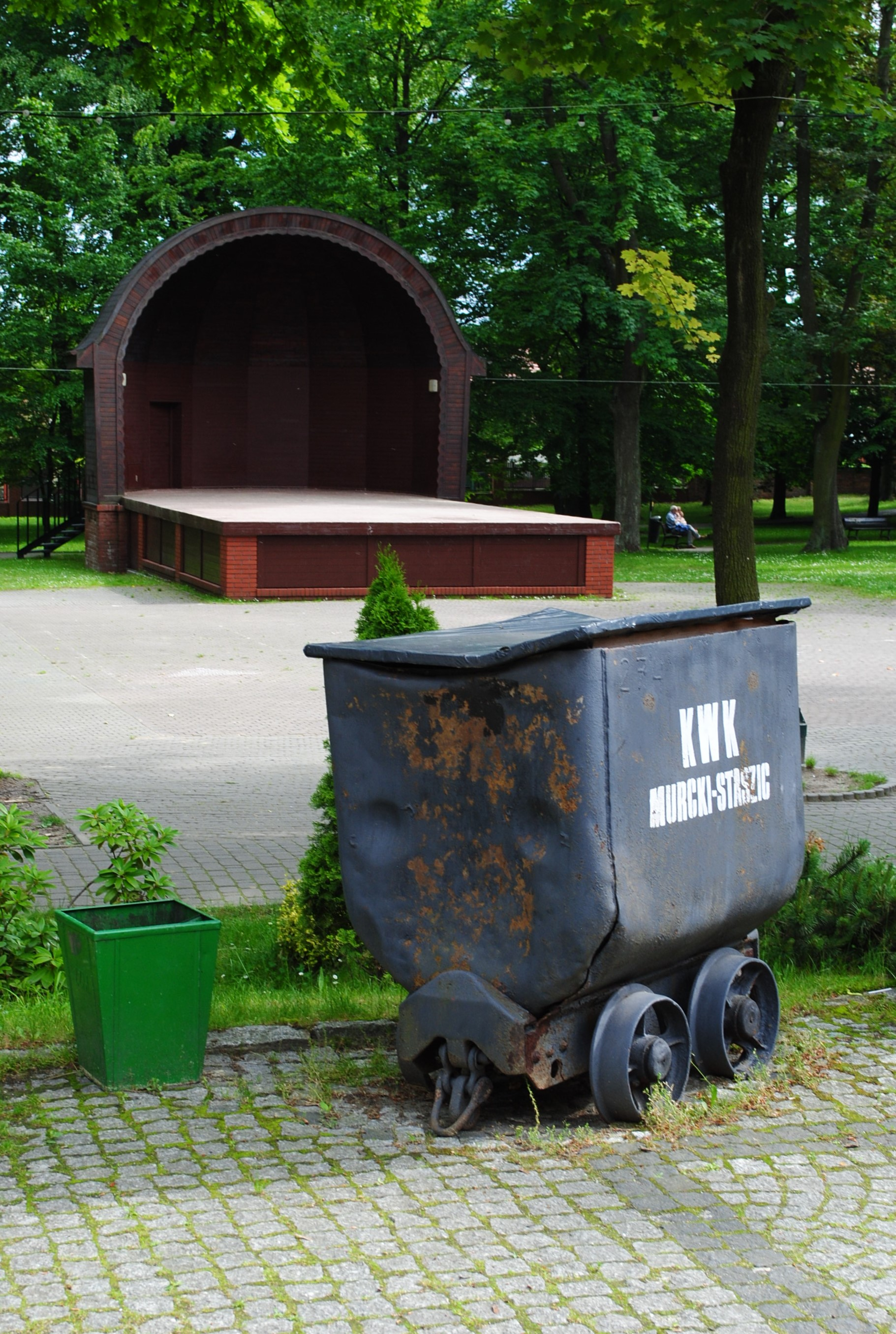
Powstała około 1910 roku muszla koncertowa (na drugim planie), będąca do dziś miejscem organizacji wydarzeń kulturalnych w Giszowcu

Obszar parku przed zagospodarowaniem stanowił obszar lasu mieszanego. Z niego w trakcie budowy Giszowca zachowano drzewostan liściasty, który utrzymał się na tym terenie dzięki jej odporności na silne wiatry. Sam zaś park został zagospodarowany wraz z budową w latach 1907–1910 osiedla patronackiego Giszowiec, wybudowanego na zlecenie spółki Georg von Giesches Erben z inicjatywy Antona Uthemanna. Projektantami osiedla, a wraz z tym parku, byli Georg i Emil Zillmannowie.
Po II wojnie światowej wszystkie obiekty osiedla wraz z parkiem należały do kopalni „Wieczorek”, a później przeszły we władanie kopalni Staszic. Po nim park przejęła spółka mieszkaniowa przy kopalni. Fragment osiedla robotniczego Giszowiec 18 sierpnia 1978 roku został wpisany do rejestru zabytków nr rej. A/1229/78. W ramach wpisu ochrona objęto obecny park Giszowiecki wraz z sąsiednią gospodą.   
Z biegiem czasu działalność kulturalna przy znajdującej się w parku giszowieckiej muszli koncertowej chyliła się ku upadkowi – festyny tam organizowano do lat 80. XX wieku. W 1997 roku działacze Gaszowickiego Centrum Kultury w miesiącach letnich co tydzień organizowali biesiadę giszowiecką, na której występowały m.in. orkiestry górnicze. Rok później tych uroczystości już nie organizowano. W styczniu 1999 roku obecny park Giszowiecki przejęło miasto Katowice.
Kompleksowa modernizacja parku rozpoczęła się w maju 2003 roku i trwała do połowy wakacji tego samego roku. W ramach prac powstały nowe alejki spacerowe, stoliki, a także zainstalowano nowe oświetlenie i odnowiono muszlę koncertową. Prace te kosztowały ponad milion złotych.
Obecna nazwa parku funkcjonowała nieoficjalnie już wcześniej. W 2005 roku odbyła się w nim impreza plenerowa − koncert orkiestry dętej z KWK „Staszic” i KWK „Wieczorek” w ramach obchodów 140. rocznicy przyznania praw miejskich Katowicom. Nazwę park Giszowiecki nadała Rada Miasta Katowice uchwałą nr LXVI/1332/10 z 25 października 2010 roku. Uchwała ta weszła w życie 13 grudnia 2010 roku.
W 2015 roku w ramach modernizacji i włączeniu do Katowickiego Inteligentnego Systemu Monitoringu i Analizy w parku Giszowieckim zainstalowano jedną kamerę obrotową, dzięki czemu park objęto monitoringiem. W drugiej połowie 2019 roku dokonano wycinki 11 drzew – wycięto wówczas cztery buki pospolite, cztery klony srebrzyste, klon zwyczajny, robinię akacjową oraz głóg dwuszyjkowy. Było to spowodowane odnową i pielęgnacją drzewostanu parku, a ponadto drzewa przeznaczone do wycinki były w złym stanie fitosanitarnym. Dodatkowo, z uwagi na ich zamieranie stanowiły zagrożenie dla bezpieczeństwa osób. W zamian dokonano w parku nasadzeń zastępczych.

## Opis

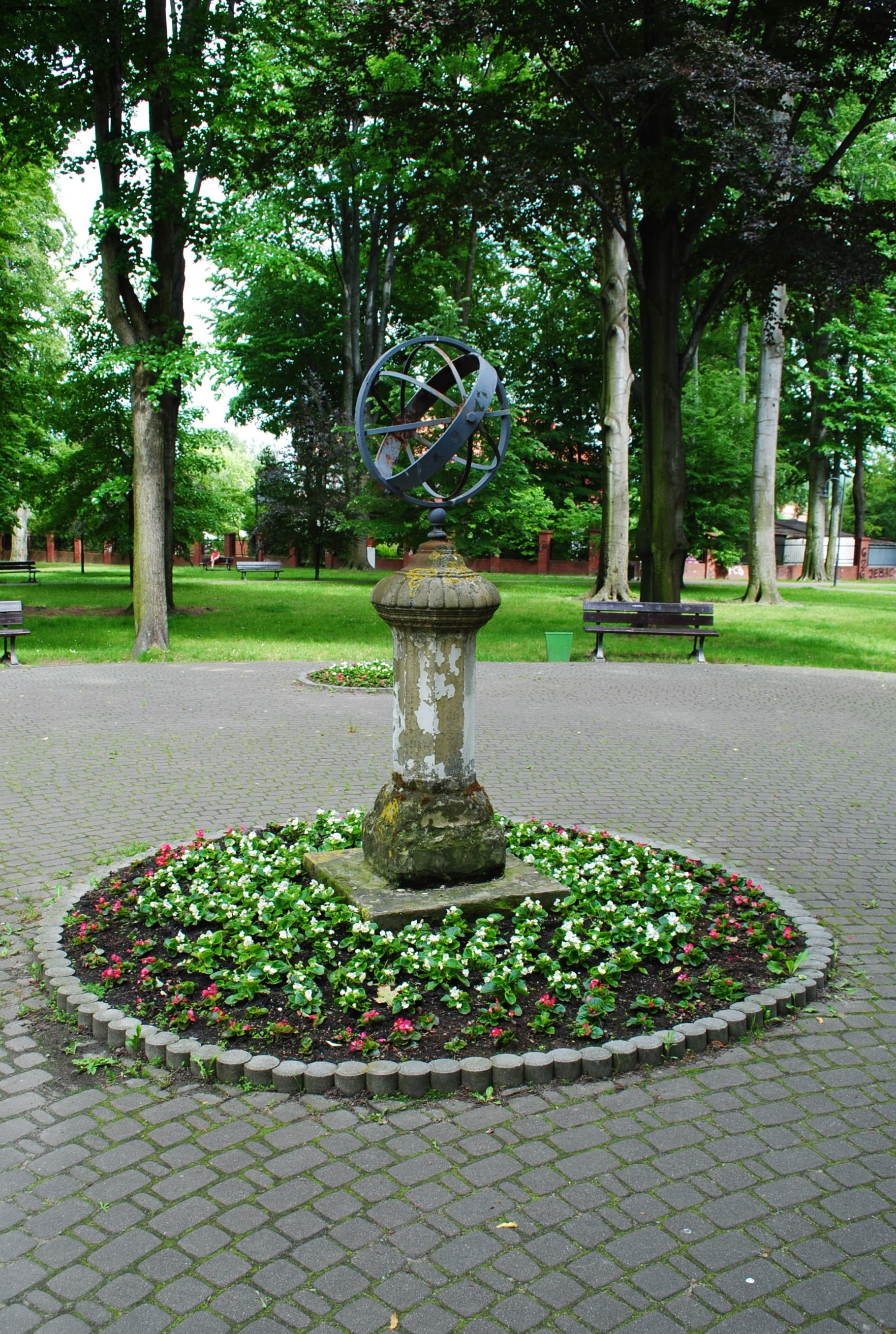
Postument z metalowym siatkowym symbolem kuli ziemskiej z 1910 roku znajdujący się w miejscu geometrycznego środka Giszowca

Park Giszowiecki ma powierzchnię 3,378 ha. Obejmuje on cenny starodrzew bukowy (Fagus sylvatica L.). Ich wiek szacuje się do 150–200 lat, a części z nich dochodzi do 250 lat. Park znajduje się w centrum urbanistycznego założenia miasta-ogrodu, jakim jest Giszowiec. W centralnej części parku zlokalizowany jest postument z metalowym siatkowym symbolem kuli ziemskiej, powstały w 1910 roku przez budowniczych Giszowca w miejscu geometrycznego środka osiedla.
W parku znajduje się muszla koncertowa, z której w okresie letnim organizowane są koncerty i imprezy plenerowe. Powstała ona około 1910 roku i już od tego czasu organizowano przy niej festyny dla mieszkańców osiedla. Ponadto park wyposażony jest w urządzenia sportowo-rekreacyjne, w tym w ławki, stoliki szachowe, bulodrom i boisko do gry w petenque. W parku znajduje się również siłownia zewnętrzna. Park ten jest zamykany na noc celem ochrony przed jego dewastacją.
Na południe od parku przebiega zielony szlak rowerowy nr 121, przebiegający przez Galerię Szyb Wilson w Janowie, Nikiszowiec, Giszowiec i Dolinkę Murckowską.